# Andrzej Bartosz
Andrzej Marian Bartosz (ur. 23 maja 1948 w Tyszowcach) – polski dziennikarz i autor reportaży. Współzałożyciel oddziału NSZZ „Solidarność” w Białymstoku.

## Życiorys
W 1971 roku ukończył studia na Wydziale Filologicznym Uniwersytetu Wrocławskiego. Początkowo pracował jako nauczyciel, a następnie przez 30 lat był redaktorem Polskiego Radia Białystok.
Jest współautorem scenariusza powieści radiowej W Jezioranach. Wraz z Andrzejem Mularczykiem otrzymał za to przedsięwzięcie Order Wdzięczności Społecznej – nagrodę wręczaną przez marszałków Sejmu i Senatu. W 1995 roku przyznano mu też Order 70-lecia Polskiego Radia. Odznaczony został także Złotym Mikrofonem.
Wraz z Wiesławem Janickim napisał scenariusz filmu Smażalnia story, który został zrealizowany w 1984 roku (reż. Józef Gębski). Bartosz był też współautorem dialogów w filmie, współpracował z reżyserem, a ponadto wystąpił w produkcji tej w roli komisarza wojskowego.